# Lusby
Lusby är en by i civil parish Lusby with Winceby, i distriktet East Lindsey, i grevskapet Lincolnshire, i England. Byn är belägen 8 km från Horncastle. Lusby var en civil parish fram till 1987 när blev den en del av Lusby with Winceby. Civil parish hade 68 invånare år 1961. Byn nämndes i Domedagsboken (Domesday Book) år 1086, och kallades då Luzebi.